# تی‌ای‌سی (ساختمان)
TAC یک شرکت خودکارسازی ساختمان سوئدی است که در زمینهٔ راه‌کارهای انرژی و ایمنی کار می‌کند. این شرکت همچنین در کشورهای دیگری مانند بریتانیا و ایالات متحده آمریکا نیز مشغول فعالیت بوده و در ابتدا به عنوان Tour Agenturer در سال ۱۹۲۵ در استکهلم تأسیس شد. TAC در اکتبر سال ۲۰۰۹ نامش را به شنیدر الکتریک تغییر داد، که شرکت والدش بود.

## تاریخچه

### ۱۹۹۵–۱۹۲۵
این شرکت که در سال ۱۹۲۵ در شهر استکهلم به عنوان Tour Agenturer تأسیس شد، محصولاتی را تولید می‌کرد که به طور ویژه بر تنظیم کننده‌های خشکی و شیرهای رادیاتور متمرکز بودند. این شرکت به توسعهٔ محصولاتش ادامه داد و اولین تنظیم کنندهٔ گرمای ترانزیستوری را در سال ۱۹۶۲ معرفی کرده، و یک سیستم مبتنی بر کامپیوتر را برای کنترل آب و هوا در سال ۱۹۷۴ معرفی نمود. Tour Agenturer در سال ۱۹۷۷ پس از ادغام شدن با AH Anderson به Tour and Anderson تغییر نام داد.
در طول سال‌های بعد، Tour and Anderson دامنهٔ محصولاتش را گسترش داده و تولیداتشان شامل سیستم کنترل دسترسی یکپارچه و مدیریت هتل و سیستم سیگنال به ترتیب در سال ۱۹۸۰ و ۱۹۸۱ بود. در سال ۱۹۸۷ این شرکت Micro7 را تولید کرد، که یک سیستم کنترل مبتنی بر PCی آی‌بی‌ام بود که دارای سطح مشترک کاربر ساده‌تری در مقایسه با مورد پیشین بوده و با یک موس به شیوهٔ مشابه با کامپیوترهای مدرن امروزی کار می‌کرد.
در سال ۱۹۹۴، این شرکت TAC Vista را تولید کرد و «به سوی معماری سیستم باز پیش رفت». در سال بعد، Tour and Andersson به دو شرکت مجزا تقسیم شد: TA Hydronic و TA Control.

### ۲۰۰۶–۱۹۹۶
اولین پیشرفت عمده توسط TA Control در سال ۱۹۹۶ باTAC Xebta حاصل شد، که تولید یک سیستم کنترل قابل برنامه‌ریزی برای مشخص کردن برنامه‌ریزی گرافیکی بود. در سال بعد TA Control نامش را به TAC تغییر داد و به اندازهٔ قبل روی خدماتش و عملیات و عملکرد سیستم‌ها علاوه‌بر شبکه‌های مشترک بین‌المللی تمرکز نمود. TAC در سال ۱۹۹۸ با سیستم‌های اصلی شرکت نروژی Solberg Andersen ادغام شد، اندکی پیش از آن‌که توسط شرکت سرمایه‌گذاری EQT خریده شود.
بین سال‌های ۱۹۹۸ و ۲۰۰۶، دستاوردهای و ادغام شدن‌های بیشتر دیگری نیز روی داد، که با اکتساب اتوماتیک سیستم دانفوس که مبنای دانمارکی داشت توسط TAC آغاز شد. سپس با CSI ادغام شد-که یک شرکتآمریکایی در دالاس تگزاس بود، و این کار در سال ۲۰۰۰ به منظور برپایی یک شرکت جدید با ۲۰۰۰ کارمند انجام شد که سه منطقهٔ عمده را پوشش می‌داد: اروپا، آمریکا، و اقیانوس آرام. بر اساس اظهارات ذکر شده در وب‌سایت شرکت، این ادغام ۲۰۰۰ کارمندی به TAC اجازه داد تا راهکارها و خدمات ITی ساختمان با کلاس جهانی را برای کاربران نهایی فراهم نماید. این ادغام به شدت موفق بوده و موجب شد که شرکت مشاورهٔ Frost and Sullivan جایزهٔ سال ۲۰۰۱ اش که عبارت از جایزهٔ ادغام مهندسی بازار و استراتژی اکتساب بود را به گروه TAC که به تازگی تشکیل شده بود اهدا نماید.
سال ۲۰۰۲ و ۲۰۰۳ با پیشرفت‌های دیگر برای گروه TAC همراه بوده و این گروه توانست در سال ۲۰۰۲ به Control Solution و MicroSign دست یابد، پیش از آن که گروه TAC خودش توسط شنیدر الکتریک فرانسوی در سال ۲۰۰۳ تصاحب شود. در سال ۲۰۰۴، این شرکت سیستم‌های مهندسی شدهٔ آباکوس سیتلرا خرید و سپس با بخش راه‌کار انرژی TAC ادغام شد. در همان سال شرکت مادر TAC به نام شنیدر الکتریک، Andover Controls را به دست آورد و سپس با TAC ادغام شد تا عملیات امنیتی‌اش را تقویت کرده و همچنین فعالیت‌های خودکارسازی ساختمانش را توسعه دهد. این شرکت به Tour Andover Controls تبدیل شده و با سه شرکت دیگر طی دو سال بعدتر ادغام شد. این شرکت‌ها عبارت بودند از Satchwell Controls و بخش اروپایی سیستم‌های ساختمانی پیشرفتهٔ اینونسیس در سال ۲۰۰۵، و سیستم‌های ساختمانی اینونسیس (IBS) در سال ۲۰۰۶. سپس برای دورهٔ کوتاهی بین سال‌های ۲۰۰۵ و ۲۰۰۷ در طول ادغام Satchwell Control به این شرکت، بهTAC Satchwell تبدیل شد.

### ۲۰۰۷ تا امروز
شرکت TAC در سال ۲۰۰۷ بیشترین اغام‌ها را با شرکت‌های Pelco، DeanMeyer متصدی بخش Pelco انجام داد. TAC امروزه ۷ قاره و ۸۰ کشور را پوشش داده است.

## صنایع
- تجاری
- آموزش و پرورش
- بهداشت و درمان
- مراکز داده‌ها
- هتل
- حمل و نقل
- خرده فروشی
- صنایع و فناوری
- دولت و نظامی
- مسکونی
- علوم زیستی